# ジャーニーマン 時空を越えた赤い糸
『ジャーニーマン 時空を越えた赤い糸』（ジャーニーマン じくうをこえたあかいいと、原題: Journeyman）は、アメリカのSFドラマシリーズ。2007年にNBCにて全13話が放送された。ストライキに巻込まれ、シーズン2は作られなかった。日本では、FOXチャンネルにて2009年4月8日より放送されている。

## ストーリー
妻と子供と幸せに暮らす新聞記者のダンは、突然過去へタイムトリップしてしまう。過去で元婚約者と再会したダンは、現代と過去を行き来する内に妻と元婚約者の間で揺れ動く。

## キャラクター
- ケヴィン・マクキッド：ダン・ヴァサー
- グレッチェン・エゴルフ：ケイティー・ヴァサー
- ムーン・ブラッドグッド：リヴィア・ビール
- リード・ダイヤモンド：ジャック・ヴァサー
- ブライアン・ホウ：ヒュー・スキルン
- チャールズ・ヘンリー・ワイソン：ザック・ヴァサー

## エピソード
1. A Love of a Lifetime ラブ・トライアングルの始まり
2. Friendly Skies　大空へタイムトリップ
3. Game Three　サンフランシスコ地震の日
4. The Year of the Rabbit　ブラインド・デートの結末
5. The Legend of Dylan McCleen　伝説のハイジャック犯
6. Keepers　兄弟の絆
7. Double Down　ギャンブルと縺れ合う赤い糸
8. Winterland　ペテンと真実の狭間
9. Emily　破られた掟
10. Blowback　思わぬ誤算
11. Home by Another Way　家族の絆
12. The Hanged Man　逆転する人生
13. Perfidia　タイムトラベラーの宿命